# Second Unit
Second Unit (englisch ‚zweite Einheit‘ – im Deutschen auch Zweiter Stab genannt) ist ein Filmstab, der parallel zu den eigentlichen Dreharbeiten zusätzliches Material für einen Film oder eine Serie dreht. Second Units kommen in der Regel nur bei größeren Produktionen zum Einsatz.
Der Zweite Stab soll den Regisseur entlasten. Er kann einerseits einfache Einstellungen wie Establishing Shots übernehmen, aber auch spezielle, technisch anspruchsvolle Aufnahmen wie Action- und Stunt-Szenen, Luftaufnahmen, Trickaufnahmen oder Unterwasserszenen, welche den Regisseur überfordern würden. Der relativ kleine Zweite Stab wird auch gern für Außenaufnahmen an exotische Schauplätze geschickt. In Ausnahmefällen kann er weitere Filmaufnahmen, die eigentlich in den Aufgabenbereich des Hauptteams fallen, übernehmen, um die fristgerechte Fertigstellung eines Films zu gewährleisten.
Im Gegensatz dazu übernimmt der Hauptregisseur die Szenen, die für die Entwicklung der Geschichte relevant sind, insbesondere solche mit den Stars des Films. Er macht dem zweiten Filmteam meist enge Vorgaben und begutachtet ihre Aufnahmen, um so seine kreative Kontrolle über den Film zu wahren.
Die Größe einer Second Unit kann stark variieren. Grundsätzlich besteht ein solches Team aber hauptsächlich aus:
- Second Unit Director (Regisseur des Zweiten Stabes)
- Kameramann samt Assistenten wie dem Key Grip (Kamerabühne)
- Beleuchter samt Assistenten wie dem Best Boy
- Tontechniker

Wenn nötig werden auch weitere Units eingesetzt, um die für einen Film notwendigen Aufnahmen zu drehen. Diese werden im Abspann meist als Additional Second Unit bezeichnet.